# مها الوابل
مها الوابل هي كاتبة وإعلاميّة سعودية حاصلة على درجة الماجستير في الإعلام. تُعدُّ الوابل مدربة معتمَدة بالتطوير الإداري، كما أنها مديرة العلاقات العامة في كلية الآداب بجامعة الدمام، فضلًا عن كونها طالبة دراسات عليا (درجة الماجستير) تخصص علاقات عامة وإعلام في الجامعة الأهلية بالبحرين. أصدرت الوابل في مسيرتها المهنيّة في عالم الكتابة والتأليف عددًا من الكتب وتخصَّصت في كتابة ونشر المجموعات القصصيّة الخاصّة بالأطفال. يُعتبر كتاب «صوتٌ من الأعماق» أشهر أعمال الروائيّة السعودية، كما تنشر مقالاتها في عددٍ من المواقع على الإنترنت وفي بعض الجرائد والصحف المحليّة. نشرت الوابل أيضًا مجموعة من قصص الأطفال بعنوان لعلَّ أشهرها قصّة نورة والماء وكذا قصّة نساءٌ للوطن الموجَّهة للأطفال.

## الحياة المبكّرة والتعليم
حصلت مها الوابل على شهادة ماجستير في العلاقات العامة والإعلام عام 2012 من الجامعة الأهلية في البحرين، عدى عن كونها حاصلة على شهادة بكالوريوس في إدارة الأعمال عام 1992 من جامعة الملك سعود، إضافة إلى حصولها على شهادات العديد من الدورات في التنمية البشرية والإدارة وتطوير الذات وغيرها.

## المسيرة المهنيّة

### البداية
بعدما أكملها مها تعليمها المدرسي، اتجهت بعد ذلك إلى المرحلة الجامعية حيثُ التحقت بجامعة الملك سعود بالرياض كلية العلوم الإدارية فحصلت على بكالوريوس إدارة أعمال، ثمّ حصلت بعد ذلك على الماجستير حيث كان تخصصها في إعلام كلية الآداب والفنون من الجامعة الأهلية بالبحرين. تبنَّت مها الوايل مبادرة لإصدار موسوعة وطنية من أجل تسليط الضوء على 1000 سيدة سعودية متميزة في مجموعة من المجالات المختلفة. ساهمت هذه المبادرة في شهرة الكاتبة السعوديّة بعدما أحدثت ضجة كبيرة في وقتٍ لم تكن فيه مثل هذه الأفكار مقبولة. كانت تنوي مها إصدار هذه الموسوعة الشاملة باللغتين العربية والإنجليزية وذلك بالتعاون مع إحدى المؤسسات الوطنية بالسعودية. نُشر أول مقالٍ لها وهي في الصف السادس الابتدائي كما ذكرت في جريدة الرياض بعنوان «مساواة المرأة بالرجل»، وكتبته تحت اسم مها فقط، لكنّ والدها الذي كان الداعم الأول لها كما نقول طلب نشر المقال باسمها الكامل الصريح عام 1980؛ حيث رفض الاسم فقط دون ذكر اسم العائلة. مع ذلك ترفضُ مها الأسماء المستعارة وخاصّة عند الكتابة في مجالي الثقافة والمعرفة.
بدأت مها الوابل مسيرتها المهنيّة كاتبة رأي، ثمّ أصبحت في وقتٍ ما مدربة معتمدة في التنمية الإدارية، وسفيرة المسؤولية الاجتماعية. تشغلُ مها الوابل عضوية كل من جمعية ود الخيرية للتكافل والتنمية الأسرية، والجمعية السعودية للإدارة وجمعية العلاقات العامة الدولية (فرع الخليج) والنادي الأدبي في المنطقة الشرقية، وجمعية لاهاي (IWC) في هولندا، وجمعية كتاب الرأي السعوديين وجمعية الثقافة والفنون في المنطقة الشرقية. شغلت في البداية عضوية مجلس الإدارة في عمادة خدمة المجمع والتنمية المستدامة في جامعة الإمام عبد الرحمن بن فيصل، وعضوية كل من لجنة تحكيم ملتقى علوم الإدارة في كلية العلوم التطبيقية وخدمة المجتمع في الجامعة ذاتها عام 2019، ولجنة التحكيم في منتدى الإعلام العربي عن فئة الشباب عام 2015 في دبي، ولجنة التحكيم في جائزة الأمير نايف للمرأة المتميزة عام 2017، ولجنة التحكيم في برنامج الدافع الوطني للسلامة من الكوارث عام 2019.
ساهمت مها في تأسيس نادي الكتاب العربي في هولندا بين 2012 و2016، وتأسيس نادي الكتاب شهرزاد الظهران عام 2017، كما أسَّسَت برنامج اللغة العربية لتدريس اللغة العربية لطلاب المغتربين عامي 2014 و2015 في هولندا. قدمت العديد من الدورات التدريبية وورش العمل في مجال التنمية الإدارية والعلاقات العامة والإعلام في عدد من الجهات الحكومية والخاصة. بدأت شهرتها في التوسّع عقب نشرها عديد المقالات في عددٍ من الجرائد المحليّة في السعودية بما في ذلك جريدة اليوم والوطن السعودية والرياض إلى أن انتقلت لاحقًا لعالم الكتابة والتأليف إلى النشر من خلال نشر العديد من الكتب والقصص منها كتاب «نساء للوطن» و«سلسلة مها للأطفال» و«كتاب أثر الصحافة على ثقافة الحوار في السعودية».

### النتاج الأدبي =
نشرت مها الوابل في بدايات عام 2013 قصّة جديدة بعنوان «نورة والماء» عن دار مدارك للنشر والتوزيع في نحو 24 صفحة فقط. حقَّقت هذه القصّة نجاحًا كبيرًا وساهمت في شهرة الكاتبة خارج حدود السعوديّة. تتحدث قصّة الكتاب عن طفلة اسمها نورة كانت لا تكترثُ بالحفاظ على الماء إلى إن حلمت أن الماء انقطع عنها، وأنها عطشت وظلَّت بلا ماء، فجلست مفزوعة وعرفت أنها تحلم ومنها قررت أن تُحافظ على الماء. أشاد بعض النقاد بهذه القصّة الطفولية القصيرة التي تحملُ – كما ذكروا – معاني سامية ودلالات تربوية راقية، كما تربي الطفل على الحفاظ على أغلى مقدرات البشرية وهو الماء، ومن هذا المنطلق فالقصّة تُؤسّس – بحسب بعض النقاد – لغرس قيم مهمةّ في ظل شح الماء في المنطقة.
نشرت الوابل في نفس العام قصّة جديدة هي «نظارات لولوة» التي صُنّفت ضمن قسم الرحلات التعليميّة. صدر الكتاب أيضًا عن دار مدارك للنشر والتوزيع في نحو 30 صفحة، كما نشرت ضمن نفس السلسلة وفي نفس العام وعن نفس دار النشر كتابًا جديدًا مخصّصًا للأطفال هو «القطة ميو» ضمن قسم قصص الأطفال مترجمة. جمعت الوابل كل هذه الكُتيّبات الصغيرة في سلسلة واحدة سمَّتها «سلسلة المها للأطفال» التي صدرت كاملةً عام 2013. لدى الكاتبة السعوديّة كتب أخرى من هذا النوع لعلَّ أبرزها كتاب «القرد قرود» الذي صدر هو الآخر عن دار مدارك للنشر والتوزيع (الترقيم الدولي: 9789948496496) التي تكلَّفت بنشر معظم أعمال الكاتبة.
انتقلت الوابل لاحقًا للكتب الطويلة الموجَّهة للكبار لا الأطفال هذه المرة فنشرت في كانون الثاني/يناير من العام 2014 كتابها الذي حمل عنوان «أثر الصحافة على ثقافة الحوار في السعودية». صدر هذا الكتاب – كما هي باقي أعمالها – عن دار مدارك للنشر والتوزيع (الترقيم الدولي: 9789948425786) في نحو 239 صفحة. ترى مها في هذا الكتاب أنّ للحوار أهمية بالغة في نهوض المجتمع ومعرفة المشاكل ومواجهتها، فهو بحسبها الطريق الأمثل والأداة الأبقى في يد أفراد المجتمع متى ما هم فهموا ووعوا لهذه الثقافة المهمة التي يجب أن تنتشر بينهم. تتحدثُ في نفس الكتاب أيضًا عن الإعلام بمختلف وسائله وأدواته، وترى أنَّ له الدور الأكبر والأهم في المجتمع من حيث التثقيف والتأثير والتأصيل. تعتبر الوابل هذا العمل دراسةً معمَّقة أكثر من كونهِ كتابًا حيث ركَّزت فيه – كما جاء في العنوان – على تأثير الصحافة المحلية على ثقافة الحوار في المجتمع السعودي، فحلَّلت دور الصحافة المحلية في المملكة العربية السعودية في نشر ودعم ثقافة الحوار بعد انتشار كثيرٍ من الأفكار التي تقصي الآخر كما أكَّدت لاحقًا في معرض حديثها عن كتابها.

## آراء
تهدفُ مها الوابل في كتبها وحتى في مقالاتها إلى رصد أحداث المجتمع على الصعد كافة، كما تُركّز على الأطفال من خلال سلاسلها القصصيّة التي أطلقت على واحدة منها اسم «المها». أحبَّت مها خوض مجالات إدارية وتدريبية، إضافة إلى كونها عضوًا في عدد من الجمعيات، كما اقتحمت عالَم شبكات التواصل الاجتماعي. تُحبّ مها عالَم الصحافة والإعلام وهو ما دفعها لدراسة هذا التخصّص فحصلت على درجة الماجستير في الإعلام والعلاقات العامة من الجامعة الأهلية في البحرين.
تهتمُّ مها في أعمالها بما تُسمّيها كلمة الحق، كما تُركّز على صوت الشارع وكذا على نداء المرأة. تقول مها أنها تجمعُ في شخصيتها الجانبين العملي والعاطفي، لكنها تُحكّم تصرفاتها عبر العقل والحكمة والاتزان، وتحديدًا في ما تكتب. تدعو مها للنشاط أكثر في مجالي العلم والمعرفة كما تدعو لتطوير الأدوات والمهارات بكل ما أُتيح من وسائل التعلم والاطلاع على المستجدات في علوم الإدارة والعلاقات العامة والإعلام وحتى تطوير الذات.
ترى مها الوابل أنَّ الصحافة الورقية في طريقها إلى الاندثار، داعيةً القائمين على الصحف الورقية من إثبات أنفسهم بقوة في العالم الافتراضي من خلال الصدقية والشفافية في الطرح، وإيجاد مساحة لهم في هذا العالم الذي تراهُ مزدحمًا بالمنافسة. تقول مها أنها لا تهدفُ للشهرة بمقدار ما تسعى إلى التأثير في المجتمع بصورة تخدم الإنسانية، وتُثبت وجودها كقدوة لجيلٍ يبحثُ عن أشخاص حقيقيين في عالم افتراضي، ونشر ثقافة الاحتذاء بمجالات حقيقية وجادّة وليست تافهة أو استهلاكية كما تقول.
وثَّقَت مها الوابل تجربتها في الإقامة في هولندا منذ عام 2011 حتى عام 2016، كما عملت على برنامج للأطفال منطلق من سلسلتها «سلسلة المها للأطفال» التي أصدرتها في عام 2011 باللغتين العربية والإنكليزية مقدمةً فيه قصصًا خيالية مستمدة أحداثها من الواقع. عملت مها على تطوير نادي كتاب «شهرزاد الظهران»، والذي يخدم 12 سيدة سعودية، وسعت إلى توسيع هذا النطاق ليَشمل أكبر شريحة من المجتمع وفئات عمرية مختلفة.

## قائمة أعمالها
هذه قائمةٌ بأعمال الكاتبة والإعلاميّة السعودية مها الوابل:
سلسلة المها للأطفال
- نورة والماء (كتاب أطفال صدر عام 2013 عن دار مدارك للنشر والتوزيع كما صدرت منه نسخة مترجَمة بعنوان Noura and Water)[27]
- نظارات لولوة (كتاب كتب أطفال صدر عام 2013 عن دار مدارك للنشر والتوزيع)[28]
- القطة ميو (كتاب أطفال صدر عام 2013 عن دار مدارك للنشر والتوزيع)[29]
- القرد قرود (كتاب أطفال صدر عام 2013 عن دار مدارك للنشر والتوزيع)[30]
- سلسلة المها (كتاب أطفال صدر عام 2013 عن دار مدارك للنشر والتوزيع)[31]

كتب أخرى
- أثر الصحافة على ثقافة الحوار في السعودية (كتاب صدر عام 2014 عن دار مدارك للنشر والتوزيع)[31]